# Геополітичний ризик
Геополітичний ризик — ризик, що охоплює такі елементи: ризик зовнішнього завоювання держави, ризик розпаду держави під впливом внутрішніх або зовнішніх сил; ризик зниження суверенітету — здатності держави відстоювати свої інтереси на міжнародній арені; політичний ризик, ризик країни. Геополітичні ризики є стратегічними і глобальними за масштабами збитку. Раніше геополітичні ризики відносили до фундаментальних ризиків. Однак, сучасний рівень глобалізації робить ці ризики підконтрольними. Суб'єктами керування геополітичними ризиками можуть виступати: міжнародні організації (ООН, МАГАТЕ, МВФ, СОТ, НАТО тощо), органи державної влади, транснаціональні корпорації, національні еліти, етноси, діаспори, політичні партії. Інструментами управління геополітичним ризиком можна назвати зовнішню політику, промислову, фінансово-бюджетну, демографічну політики, право тощо. З точки зору фінансових наслідків геополітичний ризик можна визнати катастрофічним ризиком, при якому виникає неплатоспроможність підприємства. Поняття «геополітичний ризик» було запропоновано в 1999 році.
У липні 2006 року Європейський центральний банк при підвищенні ставки рефінансування як причину назвав зростання геополітичного ризику (Ж. К. Тріше).